# 타인의 방 (영화)
타인의 방(Other's'Room)은 김문옥 감독의 1980년에 개봉한 대한민국의 영화이다. 원작은 최인호 소설가이다.

## 출연진
- 이영옥
- 김추련
- 이영하
- 김진
- 김지영